# 林牧潔
林牧潔（英語：Jennifer Muchieh Lin，1979年5月15日—），台灣社交名媛，美妝品牌經營者。台灣大學財務金融學系畢業。林牧潔常被台灣媒體稱為「威騰船務千金」，林的父母為威騰國際通運與威勇船務代理的經營者。
2010年與廖曉喬、孫芸芸、游絲棋創立公司千卉國際，經營美妝品牌「BÉBÉ POSHÉ」（奢華寶貝），並擔任總經理至今。
2007年7月與蔡篤清登記結婚，不久離異。2013年兩人二度結婚，5月31日在法院公證，8月29日在印尼峇里島 Alila Villas 飯店舉行婚禮。

## 外部連結
- 林牧潔Jennifer的新浪微博
- 林牧潔的Facebook專頁
- 林牧潔的Instagram帳戶